# Lago Bangweulu
El lago Bangweulu (a veces erróneamente Bangwelu y castellanizado como Bangüeolo) es un lago de agua dulce ubicado en Zambia. Su nombre significa «lugar donde el agua y el cielo se unen». El lago es la fuente del río Luapula y es alimentado por 17 ríos. Está situada a 1140 m de altitud, tiene aproximadamente 75 km de largo y cubre un área de 9840 km². Su profundidad media es de 4 metros. Su superficie es variable dependiendo de la temporada. El lago y los pantanos de los alrededores forman parte del sitio Ramsar de los humedales de Bangweulu, ampliados a 11.000 km2 en 2007.
El lago y los pantanos son alimentados en el norte por el río Chambeshi y fluye hacia el sur por el río Luapula, que alimenta al lago Moero y al  río Congo.

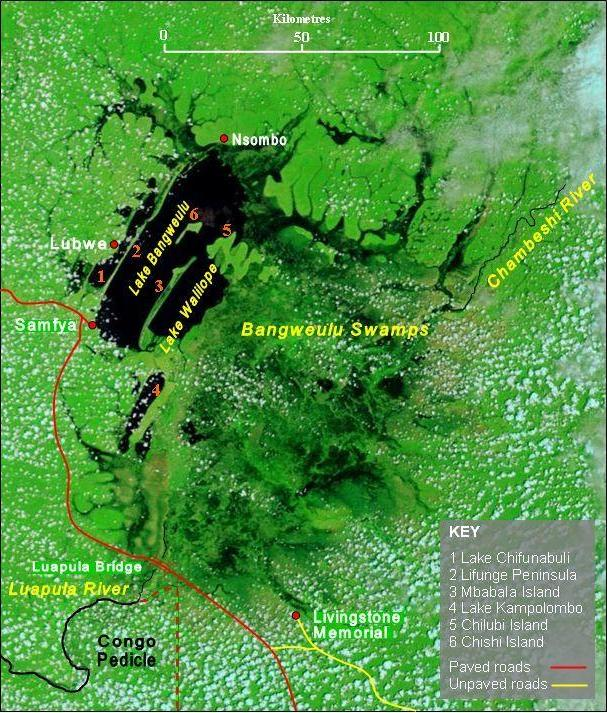
Foto satelital del lago Bangweulu

El lago se divide en 3 zonas paralelas
- En el noroeste, el lago Chifunabuli (50 km por 5 km, que se une con el resto del lago por un pasaje (península Lifunge) de 250 metros de ancho;
- En el sureste, el lago Walipupe (30 km por 13 km);
- Cen el centro, lago Bangweulu que es el lago principal.

Al norte, al este y al sur del lago se encuentran los pantanos Bangweulu que tienen alrededor de 120 km de largo por 75 km de ancho. En tiempos de crecidas, los humedales pueden alcanzar un área de 15 000 km².
Al sur del lago, hay una llanura de inundación durante la temporada de lluvias.
¿Flora y fauna?

## Poblamiento

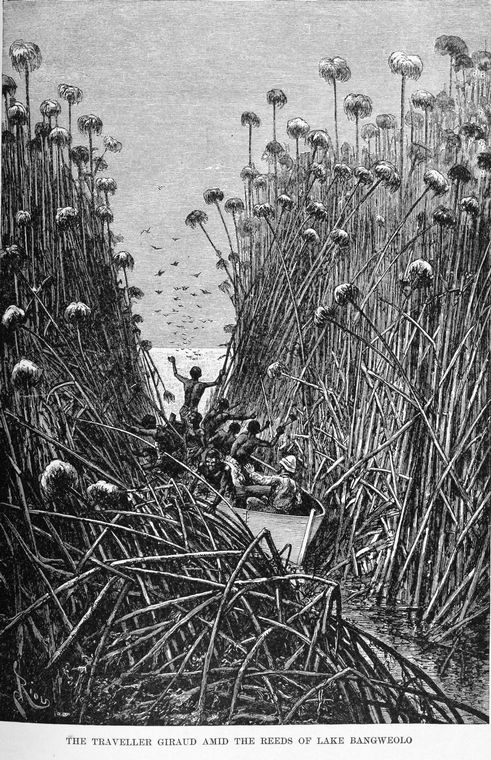
El viajero Giraud entre los juncos del lago Bangweolo.

El área está habitada por el pueblo Bemba. El lago tiene una temporada de pesca y la población aumenta durante este período. El lago también está poblado por  cocodrilos potencialmente peligrosos para los pescadores.
La ciudad de Samfya se encuentra al suroeste del lago y es el centro regional para el transporte y el turismo en el lago. Los principales centros de población se encuentran en las islas de Chiluba, Mbabala y Chishi. La ciudad principal en el norte del lago es Nsombo.
David Livingstone, fue el primer europeo en ver el lago durante sus exploraciones. Murió en 1873 explorando el lago.